# Torneo Apertura 2020 (Panamá)
El Torneo Apertura 2020, oficialmente llamado por motivo de patrocinio (Liga Cable Onda Apertura 2020) fue la quincuagésima segunda edición (52°) de la primera división de Panamá y la duodécima segunda edición (22°) de la era Liga Panameña de Fútbol, siendo el inicio de la temporada 2020. El torneo se había dedicado a la memoria del Profesor Saúl Suárez Galeano.
El partido inaugural se disputó el sábado 25 de enero de 2020, en el Estadio Rommel Fernández entre los equipos de Tauro FC y el Deportivo Árabe Unido, en un duelo que fue denominado el #SuperClasicoLPF o #DuelodeCopas ya que era disputado entre los dos clubes más laureados de la Liga Panameña de Fútbol, ya que ambos iniciaban en sus vitrinas con 15° títulos de Primera División.
El torneo fue suspendido el 13 de marzo de 2020 días después de finalizada la jornada 8, esto luego de que el gobierno de Panamá anunciará Estado de emergencia debido a la pandemia por Covid-19. Posteriormente el 17 de marzo de 2020 fue anunciada la decisión de dar por finalizado el torneo por parte de la Federación Panameña de Fútbol y declarado desierto el mismo, dejando la competición sin campeón.

## Novedades
- Entre los cambios más relevantes se anunció que a partir de ese torneo la nomenclatura de los torneos variaría, ahora el primer torneo del año natural se llamaría Apertura y el segundo Clausura.[2]

## Sistema de competición
El torneo de la Liga Panameña de Fútbol, está conformado en dos partes:
- Fase de clasificación: Se integra por las 18 jornadas del torneo.
- Fase final: Se integra por los partidos de play-offs, semifinal y final.

### Fase de clasificación
En la fase de clasificación se observó el sistema de puntos. La ubicación en la tabla general está sujeta a lo siguiente:
- Por juego ganado se obtendrán tres puntos.
- Por juego empatado se obtendrá un punto.
- Por juego perdido no se otorgan puntos.

En esta fase participan los 10 clubes de la Liga Cable Onda jugando en cada torneo todos contra todos durante las 18 jornadas respectivas, a visita recíproca.

### Fase final
Los seis clubes mejor ubicados en la tabla de posiciones clasifican a la fase eliminatoria. Los dos primeros tienen derecho a jugar semifinales directamente y a cerrar la serie como local, mientras que los otros cuatro jugarán a partido único un play-offs, en caso de un empate en los encuentros se disputaran tiempos extras, dos tiempos de 15 minutos cada uno, de persistir el resultado el partido se definirá desde la tanda de los penales. 
La primera etapa se desarrolla de la siguiente manera (Play-Offs):
La segunda etapa de la fase final, consiste en unas semifinales que se jugarán a ida y vuelta, en caso de que la igualdad persista, se procederá a jugar tiempos extras y eventualmente penales. Las semifinales se desarrollará de la siguiente manera:
En la Final se reubicarán los clubes de acuerdo a su posición en la tabla, para determinar el conjunto local y visitante en el juego, respectivamente, para este torneo la final será a partido único y se jugará en el Estadio Nacional Rommel Fernández Gutiérrez, en caso de que la igualdad persista, se procederá a jugar tiempos extras y eventualmente penales.
Las parejas establecidas por la Liga Panameña de Fútbol para la fecha de clásicos son los siguientes:
- CD Plaza Amador vs. Tauro FC (Clásico Nacional)
- CD Árabe Unido vs. San Francisco FC (Clásico de la Rivalidad)
- Alianza FC vs. CD Plaza Amador (Clásico Viejo)
- Atlético Independiente vs. San Francisco FC (Derbi Chorrerano)
- CD Plaza Amador vs. San Francisco FC (Clásico Roji-Azul)
- San Francisco FC vs. Tauro FC (Clásico Joven)
- CD Árabe Unido vs. Tauro FC (Clásico de los títulos)
- Costa del Este FC vs. Tauro FC (Derbi del Este)
- Atlético Chiriquí vs. CD Universitario (Nuevo Clásico Interiorano)
- CD Plaza Amador vs. CD Árabe Unido

## Información de los equipos
Un total de 10 equipos disputaron el Torneo Apertura 2020:
| Equipo            | Entrenador      | Ciudad         | Estadio                 | Capacidad | Fundación      | Patrocinadores Principal                               | Uniforme |
| ----------------- | --------------- | -------------- | ----------------------- | --------- | -------------- | ------------------------------------------------------ | -------- |
| Alianza           | Cecilio Garcés  | Juan Díaz      | Rommel Fernández        | 32 000    | 1963 (62 años) |                                                        | Uhlsport |
| Árabe Unido       | Sergio Guzmán   | Colón          | Armando Dely Valdés     | 1 221     | 1994 (30 años) | SSE AguAseo                                            | Kelme    |
| Atlético Chiriquí | Miguel Zahzú    | Chiriqui       | San Cristóbal           | 2 890     | 2002 (22 años) | McDonald's Cerveza Panamá                              | FB Sport |
| Costa del Este    | Julio Infante   | Costa del Este | Maracaná                | 5 500     | 2008 (16 años) |                                                        | Mitre    |
| Plaza Amador      | Mike Stump      | El Chorrillo   | Maracaná                | 5 500     | 1955 (69 años) | Copa Airlines                                          | Puma     |
| Independiente     | Francisco Perlo | La Chorrera    | Agustín Muquita Sánchez | 3 040     | 1982 (42 años) | Eco Moda Anclas Mall Cemento Interoceanico Burger King | Everlast |
| San Francisco     | Gonzalo Soto    | La Chorrera    | Agustín Muquita Sánchez | 3 040     | 1971 (53 años) | Kentucky Fried Chicken                                 | Lotto    |
| Sporting SM       | Dorian López    | San Miguelito  | Javier Cruz García      | 700       | 1989 (36 años) | Copa Airlines Health                                   | FB Sport |
| Tauro             | Saúl Maldonado  | Pedregal       | Rommel Fernández        | 32 000    | 1984 (40 años) | Caja de Ahorros Cemento Argos                          | Patrick  |
| Universitario     | Gary Stempel    | Penonomé       | Virgilio Tejeira        | 900       | 1974 (51 años) | Universidad Latina                                     | Lotto    |

Datos actualizados al 2 de marzo de 2020.

### Cambios de entrenadores
| Equipo            | Entrenador saliente | Fecha de salida | Jornada dirigidas | Tipo de despido       | Posición en la tabla | Reemplazado por    | Fecha de llegada |
| ----------------- | ------------------- | --------------- | ----------------- | --------------------- | -------------------- | ------------------ | ---------------- |
| Atlético Chiriquí | Noel Gutiérrez      | 1 de marzo      | (1 - 6)           | Rescisión de contrato | 10°                  | Miguel Ángel Zahzú | 2 de marzo       |

(*) Entrenador interino.

### Equipos por provincias
| Provincia    | N.º | Equipos                                                                      |
| ------------ | --- | ---------------------------------------------------------------------------- |
| Panamá       | 5   | Alianza FC Costa del Este FC CD Plaza Amador Sporting San Miguelito Tauro FC |
| Panamá Oeste | 2   | Atlético Independiente San Francisco FC                                      |
| Coclé        | 1   | CD Universitario                                                             |
| Colón        | 1   | CD Árabe Unido                                                               |
| Chiriquí     | 1   | CD Atlético Chiriquí                                                         |
| Total        | 10  |                                                                              |

### Estadios
| |                                                                                                  |                                                                                      |
| |                                                                                                  |                                                                                      |
| Estadio Rommel Fernández Gutiérrez Ciudad: Ciudad de Panamá Capacidad: 32.000 Clubes: Alianza y Tauro       | Estadio Maracaná Ciudad: Ciudad de Panamá Capacidad: 5.500 Clubes: Costa del Este y Plaza Amador | Estadio Virgilio Tejeira Andrión Ciudad: Penonomé Capacidad: 900 Club: Universitario |
| |                                                                                                  |                                                                                      |
| Estadio Agustín "Muquita" Sánchez Ciudad: La Chorrera Capacidad: 3.000 Clubes: Independiente, San Francisco | Estadio Armando Dely Valdés Ciudad: Colón Capacidad: 1.121 Club: Árabe Unido                     | Estadio San Cristóbal Ciudad: David Capacidad: 2.400 Clubes: Atlético Chiriqui       |
| |                                                                                                  |                                                                                      |
| | Estadio Javier Cruz Ciudad: Ciudad de Panamá Capacidad: 700 Club: Sporting San Miguelito         |                                                                                      |

## Suspensión del torneo por la pandemia de COVID-19
El 17 de marzo de 2020 el presidente de la Liga Panameña de Fútbol Mario Corro y la Federación Panameña de Fútbol, mediante un comunicado anunciaban la decisión de dar por finalizado el torneo y declarado desierto (sin campeón), está medida se tomaba debido a la Pandemia de enfermedad por coronavirus de 2020 en Panamá y que el Ministerio de Salud y el Gobierno de Panamá días antes habían declarado el cierre de todas las actividades de diversión, así como la suspensión de clases en todo el país. El día 18 de marzo de 2020 a través del Decreto Ejecutivo N.º 490 se ordenaba el Toque de queda en todo el territorio nacional. 
Posteriormente mediante una asamblea de presidentes de clubes y directivos de la liga, se determinaría que el Club Deportivo Universitario, equipo que marchaba líder a la suspensión del torneo representaría al país como Panamá 2 en la Liga Concacaf 2020 y así completar los representantes de la liga en dicho certamen. Esta decisión se dio luego de conocer que por falta de tiempo no se podrían realizar ningunas de las alternativas presentadas para definir al representante, las cuales eran (un Hexagonal Final o un Cuadrangular Final; basándose en la clasificación del último torneo), por consenso de los presidentes de los clubes se decidió se le otorgara dicho cupo al Universitario por mérito deportivo, pero esta decisión sería rechazada por la CONCACAF días después.
El 1 de junio de 2020 se da a conocer que la CONCACAF, no aceptó la propuesta presentada y había sugerido a la Federación Panameña de Fútbol y a la Liga Panameña de Fútbol un criterio de clasificación a la Liga Concacaf 2020, la cual era basarse en la clasificación de la temporada general, es decir la sumatoria de los torneos Apertura 2019 y Apertura 2020; mediante la cual se decidió que los representantes panameños serían los equipos Tauro FC (Panamá 1 y campeón del torneo Apertura 2019), San Francisco FC (Panamá 2 - segundo lugar de la tabla general) y el Club Atlético Independiente (Panamá 3 - tercer lugar de la tabla general).

## Clasificación

### Tabla de posiciones
| Pos. | Equipos                |  | PJ | PG | PE | PP | GF | GC | DIF | PTS | Clasificación                |
| ---- | ---------------------- |  | -- | -- | -- | -- | -- | -- | --- | --- | ---------------------------- |
| 1.   | C.D. Universitario     |  | 8  | 5  | 3  | 0  | 12 | 5  | 7   | 18  | Clasifican a las semifinales |
| 2.   | Tauro F.C.             |  | 8  | 5  | 2  | 1  | 12 | 6  | 6   | 17  | Clasifican a las semifinales |
| 3.   | Deportivo Árabe Unido  |  | 8  | 5  | 0  | 3  | 10 | 6  | 4   | 15  | Clasifican a los Play-Offs   |
| 4.   | San Francisco F.C.     |  | 8  | 3  | 2  | 3  | 11 | 9  | 2   | 11  | Clasifican a los Play-Offs   |
| 5.   | Sporting San Miguelito |  | 8  | 2  | 4  | 2  | 4  | 4  | 0   | 10  | Clasifican a los Play-Offs   |
| 6.   | C.A. Independiente     |  | 8  | 2  | 4  | 2  | 7  | 8  | -1  | 10  | Clasifican a los Play-Offs   |
| 7.   | Alianza F.C.           |  | 8  | 3  | 1  | 4  | 7  | 8  | -1  | 10  |                              |
| 8.   | C.D. Plaza Amador      |  | 8  | 2  | 3  | 3  | 9  | 12 | -3  | 9   |                              |
| 9.   | Costa del Este F.C.    |  | 8  | 2  | 2  | 4  | 5  | 8  | -3  | 8   |                              |
| 10.  | C.D. Atlético Chiriquí |  | 8  | 0  | 1  | 7  | 2  | 13 | -11 | 1   | Último lugar                 |

| Simbología |
| --- |
| Pos – Posición; PJ – Partidos Jugados; PG - Partidos Ganados; PE - Partidos Empatados; PP - Partidos Perdidos; GF – Goles a Favor; GC – Goles en Contra; DIF – Diferencia de Goles; PTS - Puntos. |

### Evolución de la clasificación
| Universitario                            | 6  | 3  | 2  | 2  | 2  | 1  | 1  | 1  |
| Tauro                                    | 3  | 2  | 1  | 1  | 1  | 2  | 3  | 2  |
| Árabe Unido                              | 7  | 6  | 4  | 6  | 3  | 3  | 2  | 3  |
| San Francisco                            | 1  | 1  | 3  | 5  | 5  | 4  | 4  | 4  |
| Sporting                                 | 2  | 5  | 5  | 3  | 6  | 5  | 5  | 5  |
| Independiente                            | 4  | 4  | 6  | 4  | 4  | 6  | 6  | 6  |
| Alianza                                  | 8  | 9  | 7  | 8  | 9  | 9  | 8  | 7  |
| Plaza Amador                             | 5  | 8  | 10 | 7  | 7  | 7  | 7  | 8  |
| Costa del Este                           | 9  | 7  | 8  | 9  | 8  | 8  | 9  | 9  |
| Atlético Chiriquí                        | 10 | 10 | 9  | 10 | 10 | 10 | 10 | 10 |
| Última actualización: 8 de marzo de 2020 |    |    |    |    |    |    |    |    |

### Resumen de resultados
| Alianza F.C.                             |     | 2:0 | :   | :   | :   | 1:0 | 0:2 | 2:1 | :   | 1:2 |
| Atlético Chiriquí                        | :   |     | :   | :   | :   | :   | 2:3 | 0:2 | 0:0 | 0:2 |
| C.A. Independiente                       | 1:0 | :   |     | :   | :   | :   | :   | 1:1 | 1:1 | 1:3 |
| Costa del Este F.C.                      | 1:1 | 1:0 | 0:0 |     | 2:3 | :   | :   | 1:0 | :   | :   |
| C.D. Universitario                       | :   | 2:0 | 3:2 | :   |     | :   | 1:0 | :   | :   | 0:0 |
| C.D. Plaza Amador                        | :   | 1:0 | 0:0 | :   | 1:1 |     | :   | :   | 2:0 | :   |
| C.D. Árabe Unido                         | :   | :   | 0:1 | 1:0 | :   | 2:0 |     | :   | :   | :   |
| San Francisco F.C.                       | :   | :   | :   | :   | 0:2 | 6:3 | :   |     | 0:0 | 1:0 |
| Sporting S.M.                            | 1:0 | :   | :   | 2:0 | 0:0 | :   | 0:1 | :   |     | :   |
| Tauro F.C.                               | :   | :   | :   | 1:0 | :   | 2:2 | 2:1 | :   | :   |     |
| Última actualización: 8 de marzo de 2020 |     |     |     |     |     |     |     |     |     |     |

|  | Victoria del conjunto local     |
|  | Empate                          |
|  | Victoria del conjunto visitante |

## Torneo Regular

### Jornadas
- Los horarios son correspondientes al tiempo de Ciudad de Panamá (UTC-5).[4]

| Jornada 1                                                  | Jornada 1 | Jornada 1           | Jornada 1                 | Jornada 1   | Jornada 1 | Jornada 1    | Jornada 1  | Jornada 1  | Jornada 1 | Jornada 1 |
| Local                                                      | Resultado | Visitante           | Estadio                   | Fecha       | Hora      | Espectadores | Canal      | Amonestado | Expulsado |           |
| ---------------------------------------------------------- | --------- | ------------------- | ------------------------- | ----------- | --------- | ------------ | ---------- | ---------- | --------- | --------- |
| Tauro F.C.                                                 | 2 : 1     | C. D. Árabe Unido   | Rommel Fernández          | 25 de enero | 18:00     | 1.293        | TVMax      | 2          | 0         |           |
| C.A. Independiente                                         | 1 : 0     | Alianza F.C.        | Agustín "Muquita" Sánchez | 25 de enero | 20:00     | 240          | Medcom GO  | 1          | 0         |           |
| C.D. Atlético Chiriquí                                     | 0 : 2     | San Francisco F.C.  | San Cristóbal             | 25 de enero | 20:00     | 1.086        | BTV Panamá | 2          | 0         |           |
| Sporting San Miguelito                                     | 2 : 0     | Costa del Este F.C. | Javier Cruz               | 26 de enero | 18:00     | 440          | COS FC     | 4          | 0         |           |
| C.D. Plaza Amador                                          | 1 : 1     | C.D. Universitario  | Maracaná                  | 26 de enero | 18:00     | 1.326        | RPC TV     | 3          | 1         |           |
| Total de goles: 10 Total de Tarjetas Amarillas/Rojas: 12/1 |           |                     |                           |             |           |              |            |            |           |           |

| Jornada 2                                                  | Jornada 2 | Jornada 2              | Jornada 2                 | Jornada 2    | Jornada 2 | Jornada 2    | Jornada 2 | Jornada 2  | Jornada 2 | Jornada 2 |
| Local                                                      | Resultado | Visitante              | Estadio                   | Fecha        | Hora      | Espectadores | Canal     | Amonestado | Expulsado |           |
| ---------------------------------------------------------- | --------- | ---------------------- | ------------------------- | ------------ | --------- | ------------ | --------- | ---------- | --------- | --------- |
| Costa del Este F.C.                                        | 0 : 0     | C.A. Independiente     | Maracaná                  | 31 de enero  | 19:00     | 173          |           | 4          | 0         |           |
| San Francisco F.C.                                         | 6 : 3     | C.D. Plaza Amador      | Agustín "Muquita" Sánchez | 31 de enero  | 21:00     | 1.619        | COS FC    | 5          | 0         |           |
| C.D. Universitario                                         | 2 : 0     | C.D. Atlético Chiriquí | Virgilio Tejeira          | 1 de febrero | 15:00     | 327          |           | 4          | 0         |           |
| Sporting San Miguelito                                     | 0 : 1     | C. D. Árabe Unido      | Javier Cruz               | 1 de febrero | 18:00     | 550          | RPC TV    | 5          | 1         |           |
| Alianza F.C.                                               | 1 : 2     | Tauro F.C.             | Rommel Fernández          | 1 de febrero | 18:00     | 744          | TVMax     | 1          | 0         |           |
| Total de goles: 15 Total de Tarjetas Amarillas/Rojas: 19/1 |           |                        |                           |              |           |              |           |            |           |           |

| Jornada 3                                                  | Jornada 3 | Jornada 3              | Jornada 3                 | Jornada 3    | Jornada 3 | Jornada 3    | Jornada 3  | Jornada 3  | Jornada 3 | Jornada 3 |
| Local                                                      | Resultado | Visitante              | Estadio                   | Fecha        | Hora      | Espectadores | Canal      | Amonestado | Expulsado |           |
| ---------------------------------------------------------- | --------- | ---------------------- | ------------------------- | ------------ | --------- | ------------ | ---------- | ---------- | --------- | --------- |
| C. D. Árabe Unido                                          | 2 : 0     | C.D. Plaza Amador      | Armando Dely Valdés       | 7 de febrero | 20:00     | 830          | RPC TV     | 5          | 0         |           |
| C.A. Independiente                                         | 1 : 3     | Tauro F.C.             | Agustín "Muquita" Sánchez | 8 de febrero | 18:00     | 574          | TVMax      | 9          | 1         |           |
| C.D. Atlético Chiriquí                                     | 0 : 0     | Sporting San Miguelito | San Cristóbal             | 8 de febrero | 18:00     | 613          | BTV Panamá | 7          | 0         |           |
| Alianza F.C.                                               | 2 : 1     | San Francisco F.C.     | Rommel Fernández          | 8 de febrero | 18:00     | 343          | Medcom GO  | 6          | 0         |           |
| Costa del Este F.C.                                        | 2 : 3     | C.D. Universitario     | Maracaná                  | 9 de febrero | 18:00     | 304          | COS FC     | 5          | 0         |           |
| Total de goles: 14 Total de Tarjetas Amarillas/Rojas: 32/1 |           |                        |                           |              |           |              |            |            |           |           |

| Jornada 4                                                 | Jornada 4 | Jornada 4              | Jornada 4                 | Jornada 4     | Jornada 4 | Jornada 4    | Jornada 4 | Jornada 4  | Jornada 4 | Jornada 4 |
| Local                                                     | Resultado | Visitante              | Estadio                   | Fecha         | Hora      | Espectadores | Canal     | Amonestado | Expulsado |           |
| --------------------------------------------------------- | --------- | ---------------------- | ------------------------- | ------------- | --------- | ------------ | --------- | ---------- | --------- | --------- |
| C. D. Árabe Unido                                         | 0 : 1     | C.A. Independiente     | Armando Dely Valdés       | 14 de febrero | 20:00     | 685          |           | 4          | 0         |           |
| Sporting San Miguelito                                    | 1 : 0     | Alianza F.C.           | Javier Cruz               | 15 de febrero | 16:00     | 265          |           | 1          | 0         |           |
| Tauro F.C.                                                | 1 : 0     | Costa del Este F.C.    | Rommel Fernández          | 15 de febrero | 18:00     | 752          | TVMax     | 3          | 0         |           |
| San Francisco F.C.                                        | 0 : 2     | C.D. Universitario     | Agustín "Muquita" Sánchez | 15 de febrero | 20:00     | 821          | RPC TV    | 4          | 0         |           |
| C.D. Plaza Amador                                         | 1 : 0     | C.D. Atlético Chiriquí | Maracaná                  | 16 de febrero | 18:00     | 772          | COS FC    | 2          | 0         |           |
| Total de goles: 6 Total de Tarjetas Amarillas/Rojas: 14/0 |           |                        |                           |               |           |              |           |            |           |           |

| Jornada 5                                                 | Jornada 5 | Jornada 5              | Jornada 5                 | Jornada 5     | Jornada 5 | Jornada 5    | Jornada 5 | Jornada 5  | Jornada 5 |
| Local                                                     | Resultado | Visitante              | Estadio                   | Fecha         | Hora      | Espectadores | Canal     | Amonestado | Expulsado |
| --------------------------------------------------------- | --------- | ---------------------- | ------------------------- | ------------- | --------- | ------------ | --------- | ---------- | --------- |
| C.A. Independiente                                        | 1 : 1     | San Francisco F.C.     | Agustín "Muquita" Sánchez | 19 de febrero | 20:00     | 1.131        | TVMax     | 10         | 2         |
| Costa del Este F.C.                                       | 1 : 0     | C.D. Atlético Chiriquí | Maracaná                  | 19 de febrero | 20:00     | 131          |           | 3          | 1         |
| C.D. Universitario                                        | 1 : 1     | Tauro F.C.             | Virgilio Tejeira          | 20 de febrero | 15:00     | 331          |           | 7          | 0         |
| C.D. Plaza Amador                                         | 2 : 0     | Sporting San Miguelito | Maracaná                  | 20 de febrero | 19:00     | 587          | Medcom-GO | 4          | 0         |
| Alianza F.C.                                              | 0 : 2     | C. D. Árabe Unido      | Rommel Fernández          | 20 de febrero | 20:00     | 233          | COS FC    | 7          | 0         |
| Total de goles: 9 Total de Tarjetas Amarillas/Rojas: 31/3 |           |                        |                           |               |           |              |           |            |           |

| Jornada 6                                             | Jornada 6 | Jornada 6              | Jornada 6                 | Jornada 6     | Jornada 6 | Jornada 6    | Jornada 6  | Jornada 6  | Jornada 6 |
| Local                                                 | Resultado | Visitante              | Estadio                   | Fecha         | Hora      | Espectadores | Canal      | Amonestado | Expulsado |
| ----------------------------------------------------- | --------- | ---------------------- | ------------------------- | ------------- | --------- | ------------ | ---------- | ---------- | --------- |
| San Francisco F.C.                                    | 0 : 0     | Sporting San Miguelito | Agustín "Muquita" Sánchez | 28 de febrero | 21:00     | 857          | TVMax      |            |           |
| C.D. Universitario                                    | 3 : 2     | C.A. Independiente     | Virgilio Tejeira          | 29 de febrero | 15:00     | 256          |            |            |           |
| C.D. Atlético Chiriquí                                | 2 : 3     | C. D. Árabe Unido      | San Cristóbal             | 29 de febrero | 18:00     | 401          | BTV Panamá |            |           |
| Tauro F.C.                                            | 2 : 2     | C.D. Plaza Amador      | Rommel Fernández          | 29 de febrero | 18:00     | 2.359        | RPC TV     |            |           |
| Costa del Este F.C.                                   | 1 : 1     | Alianza F.C.           | Maracaná                  | 1 de marzo    | 18:00     | 168          | COS FC     |            |           |
| Total de goles: 16 Total de Tarjetas Amarillas/Rojas: |           |                        |                           |               |           |              |            |            |           |

| Jornada 7                                            | Jornada 7 | Jornada 7              | Jornada 7                 | Jornada 7  | Jornada 7 | Jornada 7    | Jornada 7 | Jornada 7  | Jornada 7 |
| Local                                                | Resultado | Visitante              | Estadio                   | Fecha      | Hora      | Espectadores | Canal     | Amonestado | Expulsado |
| ---------------------------------------------------- | --------- | ---------------------- | ------------------------- | ---------- | --------- | ------------ | --------- | ---------- | --------- |
| C.D. Plaza Amador                                    | 0 : 0     | C.A. Independiente     | Maracaná                  | 3 de marzo | 20:00     | 537          |           |            |           |
| C. D. Árabe Unido                                    | 1 : 0     | Costa del Este F.C.    | Armando Dely Valdés       | 3 de marzo | 20:00     | 427          | COS FC    |            |           |
| Alianza F.C.                                         | 2 : 0     | C.D. Atlético Chiriquí | Rommel Fernández          | 3 de marzo | 20:00     | 150          |           |            |           |
| Sporting San Miguelito                               | 0 : 0     | C.D. Universitario     | Javier Cruz               | 3 de marzo | 20:00     | 305          |           |            |           |
| San Francisco F.C.                                   | 1 : 0     | Tauro F.C.             | Agustín "Muquita" Sánchez | 3 de marzo | 21:00     | 487          |           |            |           |
| Total de goles: 4 Total de Tarjetas Amarillas/Rojas: |           |                        |                           |            |           |              |           |            |           |

| Jornada 8                                                 | Jornada 8 | Jornada 8              | Jornada 8                 | Jornada 8  | Jornada 8 | Jornada 8    | Jornada 8  | Jornada 8  | Jornada 8 |
| Local                                                     | Resultado | Visitante              | Estadio                   | Fecha      | Hora      | Espectadores | Canal      | Amonestado | Expulsado |
| --------------------------------------------------------- | --------- | ---------------------- | ------------------------- | ---------- | --------- | ------------ | ---------- | ---------- | --------- |
| C.D. Universitario                                        | 1 : 0     | C. D. Árabe Unido      | Virgilio Tejeira          | 7 de marzo | 15:00     | 423          | COS FC     | 9          | 0         |
| C.A. Independiente                                        | 1 : 1     | Sporting San Miguelito | Agustín "Muquita" Sánchez | 7 de marzo | 18:00     | 316          | TVMax      | 0          | 0         |
| Alianza F.C.                                              | 1 : 0     | C.D. Plaza Amador      | Rommel Fernández          | 7 de marzo | 18:00     | 522          |            | 4          | 0         |
| C.D. Atlético Chiriquí                                    | 0 : 2     | Tauro F.C.             | San Cristóbal             | 7 de marzo | 18:40     | 640          | BTV Panamá | 6          | 0         |
| Costa del Este F.C.                                       | 1 : 0     | San Francisco F.C.     | Maracaná                  | 8 de marzo | 18:00     | 383          | RPC TV     | 9          | 2         |
| Total de goles: 7 Total de Tarjetas Amarillas/Rojas: 28/2 |           |                        |                           |            |           |              |            |            |           |

## Estadísticas

### Máximos goleadores
Lista con los máximos goleadores de la competencia.
| 1.º                                      |  | Cristhian Quintero  | Tauro F.C.             | 4 |
| 2.º                                      |  | Azael Brown         | C. D. Árabe Unido      | 3 |
| 2.º                                      |  | Edwin Aguilar       | Tauro F.C.             | 3 |
| 2.º                                      |  | César Medina        | Alianza F.C.           | 3 |
| 2.º                                      |  | Carlos Small        | C. D. Árabe Unido      | 3 |
| 2.º                                      |  | Guido Rouse         | San Francisco F.C.     | 3 |
| 2.º                                      |  | Ángel Castillo      | San Francisco F.C.     | 3 |
| 2.º                                      |  | Jair Catuy          | C.D. Universitario     | 3 |
| 3.º                                      |  | Ernie Mares         | C.A. Independiente     | 2 |
| 3.º                                      |  | Rafael Águila       | C.A. Independiente     | 2 |
| 3.º                                      |  | Rodolfo Ford        | C. D. Árabe Unido      | 2 |
| 3.º                                      |  | Víctor Medina       | C.D. Universitario     | 2 |
| 3.º                                      |  | José Murrillo       | C.D. Plaza Amador      | 2 |
| 3.º                                      |  | Manuel Morán        | C.A. Independiente     | 2 |
| 3.º                                      |  | Armando Polo        | C.D. Plaza Amador      | 2 |
| 4.º                                      |  | Andrés Peñalba      | C. D. Árabe Unido      | 1 |
| 4.º                                      |  | Irving Gudiño       | Tauro F.C.             | 1 |
| 4.º                                      |  | Alexis Corpas       | Sporting San Miguelito | 1 |
| 4.º                                      |  | Richard Rodríguez   | Sporting San Miguelito | 1 |
| 4.º                                      |  | Amir Waithe         | C.D. Plaza Amador      | 1 |
| 4.º                                      |  | Leonel Triana       | C.D. Universitario     | 1 |
| 4.º                                      |  | Jhamal Rodríguez    | San Francisco F.C.     | 1 |
| 4.º                                      |  | Sergio Cunningham   | San Francisco F.C.     | 1 |
| 4.º                                      |  | Ovidio López        | C.D. Plaza Amador      | 1 |
| 4.º                                      |  | Lid Carabali        | C.D. Plaza Amador      | 1 |
| 4.º                                      |  | Alfredo Stephens    | C.D. Universitario     | 1 |
| 4.º                                      |  | Tomás Rodríguez     | Alianza F.C.           | 1 |
| 4.º                                      |  | Ricauter Barsallo   | Alianza F.C.           | 1 |
| 4.º                                      |  | Santiago Salinas    | Alianza F.C.           | 1 |
| 4.º                                      |  | Gabriel Gómez       | San Francisco F.C.     | 1 |
| 4.º                                      |  | Ismael Díaz         | Tauro F.C.             | 1 |
| 4.º                                      |  | Axel Mckenzie       | Tauro F.C.             | 1 |
| 4.º                                      |  | Daniel Padilla      | C.A. Independiente     | 1 |
| 4.º                                      |  | Josiel Núñez        | C.D. Universitario     | 1 |
| 4.º                                      |  | Sergio Murillo      | Costa del Este         | 1 |
| 4.º                                      |  | Adonis Villanueva   | Costa del Este         | 1 |
| 4.º                                      |  | Ernesto Sinclair    | Sporting San Miguelito | 1 |
| 4.º                                      |  | Dámaso Pichón       | C.D. Universitario     | 1 |
| 4.º                                      |  | Jorge Serrano       | San Francisco F.C.     | 1 |
| 4.º                                      |  | Luis Mendoza        | Costa del Este         | 1 |
| 4.º                                      |  | Edgar Aparicio      | Atlético Chiriqui      | 1 |
| 4.º                                      |  | Rubén Barrow        | Costa del Este         | 1 |
| 4.º                                      |  | Leonel Bessone      | Atlético Chiriqui      | 1 |
| 4.º                                      |  | Ricardo Buitrago    | C.D. Plaza Amador      | 1 |
| 4.º                                      |  | Kevin Calderón      | C.D. Universitario     | 1 |
| 4.º                                      |  | Ricardo Clarke      | Sporting San Miguelito | 1 |
| 4.º                                      |  | Jorge Clement       | Tauro F.C.             | 1 |
| 4.º                                      |  | Alcides Díaz        | Alianza F.C.           | 1 |
| 4.º                                      |  | Alejandro Ferrera   | C. D. Árabe Unido      | 1 |
| 4.º                                      |  | Óscar Linton        | Costa del Este         | 1 |
| 4.º                                      |  | Richard Peralta     | C.D. Universitario     | 1 |
| 4.º                                      |  | Jean Carlos Sánchez | San Francisco F.C.     | 1 |
| 4.º                                      |  | Enrico Small        | C.D. Plaza Amador      | 1 |
| 4.º                                      |  | Luis Tejada         | C.D. Universitario     | 1 |
| 4.º                                      |  | Javier White        | Tauro F.C.             | 1 |
| Última actualización: 8 de marzo de 2020 |  |                     |                        |   |

### Autogoles
| Bandera de ?                             |  |  | : |  | 0/0/2020 |
| Última actualización: # de enero de 2020 |  |  |   |  |          |

### Tripletes o póker
Lista de jugadores que anoten triplete en un partido.
| Bandera de ?                            |  |  | : |  | 0/0/2020  |
| Bandera de ?                            |  |  | : |  | 22/9/2019 |
| Última actualización:# de enero de 2020 |  |  |   |  |           |

### Récords
- Primer gol de la temporada: Andrés Peñalba (DAU)
Tauro vs. Árabe Unido. (25 de enero de 2020)

- Último gol de la temporada: Rubén Barrow (CDE)
Costa del Este vs. San Francisco. (08 de marzo de 2020)

- Gol más tempranero: 5 minutos, Ricauter Barsallo (ALI)
Alianza vs. San Francisco.  (8 de febrero de 2020)

- Gol más tardío:  94 minutos, Sergio Cunningham (SFC)
San Francisco FC vs. Plaza Amador.  (31 de enero de 2020) 
 94 minutos, Cristhian Quintero (TAU)
Atlético Independiente vs. Tauro.  (8 de febrero de 2020)
- Mayor número de goles marcados en un partido: 9
San Francisco contra Plaza Amador (31 de enero de 2020)

- Partido con más penaltis a favor de un equipo: 1
Sporting San Miguelito contra Árabe Unido (1 de febrero de 2020)
Árabe Unido contra Plaza Amador (7 de febrero de 2020)
Costa del Este contra Universitario (9 de febrero de 2020)
San Francisco contra Universitario (15 de febrero de 2020)

- Mayor victoria local: 6 - 3
San Francisco contra Plaza Amador (31 de enero de 2020)

- Mayor victoria visitante: 1 - 3
Tauro contra Atlético Independiente (8 de febrero de 2020)

### Asistencia
Lista con la asistencia de los partidos y equipos Liga Cable Onda.

Datos actualizados a 9 de marzo de 2020

#### Por equipo
| Pos                | Equipo                 | Total  | Media  | Más alta | Más baja | % de Ocupación media |
| ------------------ | ---------------------- | ------ | ------ | -------- | -------- | -------------------- |
| 1                  | Tauro                  | 4,404  | 2,202  | 2,359    | 752      |                      |
| 2                  | San Francisco          | 3,784  | 1,892  | 1,619    | 487      |                      |
| 3                  | Plaza Amador           | 3,222  | 1,611  | 1,326    | 537      |                      |
| 4                  | Atlético Chiriqui      | 2,740  | 1,370  | 1,086    | 401      |                      |
| 5                  | Independiente          | 2,261  | 1,131  | 1,131    | 240      |                      |
| 6                  | Alianza                | 1,992  | 996    | 744      | 150      |                      |
| 7                  | Árabe Unido            | 1,942  | 971    | 830      | 427      |                      |
| 8                  | Sporting San Miguelito | 1,560  | 780    | 550      | 265      |                      |
| 9                  | Universitario          | 1,337  | 669    | 423      | 256      |                      |
| 10                 | Costa del Este         | 1,159  | 580    | 383      | 131      |                      |
| Totales del Torneo | Totales del Torneo     | 24,401 | 12,201 | 0        | 0        | 00.00%               |

#### Por jornada
| 1     | 4,385  | 877 | 11.00% | Plaza Amador vs Universitario (1,326)       | Atlético Independiente vs Alianza (240)        | J1 |
| 2     | 3,413  | 683 | 9.00%  | San Francisco vs Plaza Amador (1,619)       | Costa del Este vs Atlético Independiente (173) | J2 |
| 3     | 2,664  | 533 | 7.00%  | Árabe Unido vs Plaza Amador (830)           | Costa del Este vs Universitario (304)          | J3 |
| 4     | 3,295  | 659 | 10.66% | San Francisco vs Universitario (821)        | Sporting San Miguelito vs Alianza (265)        |    |
| 5     | 2,413  | 483 | 0.00%  | Atl. Independiente vs San Francisco (1,131) | Costa del Este vs Atlético Chiriqui (131)      |    |
| 6     | 4,041  | 809 |        | Tauro vs Plaza Amador (2,359)               | Costa del Este vs Alianza (156)                |    |
| 7     | 1,906  | 382 |        | Plaza Amador vs Atl. Independiente (537)    | Alianza vs Atlético Chiriqui (150)             |    |
| 8     | 2,284  | 457 |        | Atlético Chiriqui vs Tauro (640)            | Atl. Independiente vs Sporting (316)           |    |
| 9     |        |     |        |                                             |                                                |    |
| 10    |        |     |        |                                             |                                                |    |
| 11    |        |     |        |                                             |                                                |    |
| 12    |        |     |        |                                             |                                                |    |
| 13    |        |     |        |                                             |                                                |    |
| 14    |        |     |        |                                             |                                                |    |
| 15    |        |     |        |                                             |                                                |    |
| 16    |        |     |        |                                             |                                                |    |
| 17    |        |     |        |                                             |                                                |    |
| 18    |        |     |        |                                             |                                                |    |
| Total | 24,401 |     |        |                                             |                                                | -  |

## Clasificación a torneos internacionales
| Clasificado como | Liga Concacaf 2020     |
| ---------------- | ---------------------- |
| Panamá 1         | Tauro Fútbol Club      |
| Panamá 2         | San Francisco FC       |
| Panamá 3         | Atlético Independiente |

### Tabla Acumulada 2019-20

#### Torneos Apertura 2019 y Apertura 2020
| Pos. | Equipos                |  | PJ | PG | PE | PP | GF | GC | D.G | Puntos | Clasificación                          |
| ---- | ---------------------- |  | -- | -- | -- | -- | -- | -- | --- | ------ | -------------------------------------- |
| 1.   | Tauro F.C. (A)         |  | 26 | 11 | 8  | 7  | 30 | 25 | 5   | 41     | Octavos de final de Liga Concacaf 2020 |
| 2.   | San Francisco F.C.     |  | 26 | 11 | 9  | 6  | 37 | 25 | 12  | 39     | Octavos de final de Liga Concacaf 2020 |
| 3.   | C.A. Independiente     |  | 26 | 10 | 9  | 7  | 28 | 23 | 5   | 39     | Ronda Preliminar de Liga Concacaf 2020 |
| 4.   | Costa del Este F. C.   |  | 26 | 9  | 10 | 7  | 28 | 24 | 4   | 37     |                                        |
| 5.   | Deportivo Árabe Unido  |  | 26 | 10 | 7  | 9  | 29 | 26 | 3   | 37     |                                        |
| 6.   | Sporting San Miguelito |  | 26 | 8  | 11 | 7  | 22 | 20 | 2   | 35     |                                        |
| 7.   | C.D. Plaza Amador      |  | 26 | 6  | 14 | 6  | 26 | 25 | 1   | 32     |                                        |
| 8.   | C.D. Universitario     |  | 26 | 6  | 13 | 7  | 32 | 33 | -1  | 31     |                                        |
| 9.   | Alianza F.C.           |  | 26 | 7  | 8  | 11 | 25 | 33 | -8  | 29     |                                        |
| 10.  | C.D. Atlético Chiriquí |  | 26 | 5  | 5  | 16 | 19 | 42 | -23 | 20     | Último lugar                           |

| Simbología |
| --- |
| Pos – Posición; PJ – Partidos Jugados; PG - Partidos Ganados; PE - Partidos Empatados; PP - Partidos Perdidos; GF – Goles a Favor; GC – Goles en Contra; DIF – Diferencia de Goles; PTS - Puntos. |

| (A19) | Campeón del Torneo Apertura 2019. |
| (A20) | Campeón del Torneo Apertura 2020. |